# 언크러셔블
《언크러셔블》은 2018년에 개봉한 미국의 다큐멘터리 영화다.